# Villa de Tamazulápam del Progreso
Villa de Tamazulápam del Progreso es una localidad del estado mexicano de Oaxaca. Es cabecera del municipio de Villa de Tamazulápam del Progreso.
Costumbres de Villa de Tamazulapan del Progreso. Al momento de que se acerca una fiesta patronal de la comunidad se siente una gran emoción y devoción a nuestra historia y amor a días de la fiesta, ya que se realizan diferentes actividades tanto sociales como religiosos y los más importantes los actos de fe que se demuestran durante la fiesta como la misa, procesión y calenda que realiza la mayordomía y la obra que entregan el grupo de cargadores 

## Demografía
| Censo | Población |
| ----- | --------- |
| 1900  | 3 633     |
| 1910  | 3 517     |
| 1921  | 3 024     |
| 1930  | 2 891     |
| 1940  | 2 817     |
| 1950  | 3 222     |
| 1960  | 3 390     |
| 1970  | 2 870     |
| 1980  | 3 638     |
| 1990  | 4 582     |
| 1995  | 4 942     |
| 2000  | 4 769     |
| 2005  | 5 441     |
| 2010  | 5 559     |
| 2020  | 6 642     |